# Кожухарь, Евгений Илларионович
Евге́ний Илларио́нович Кожуха́рь (3 мая 1920 — 16 октября 1960, Минск) — старший лейтенант Советской Армии, участник Великой Отечественной войны, полный кавалер ордена Славы.

## Биография

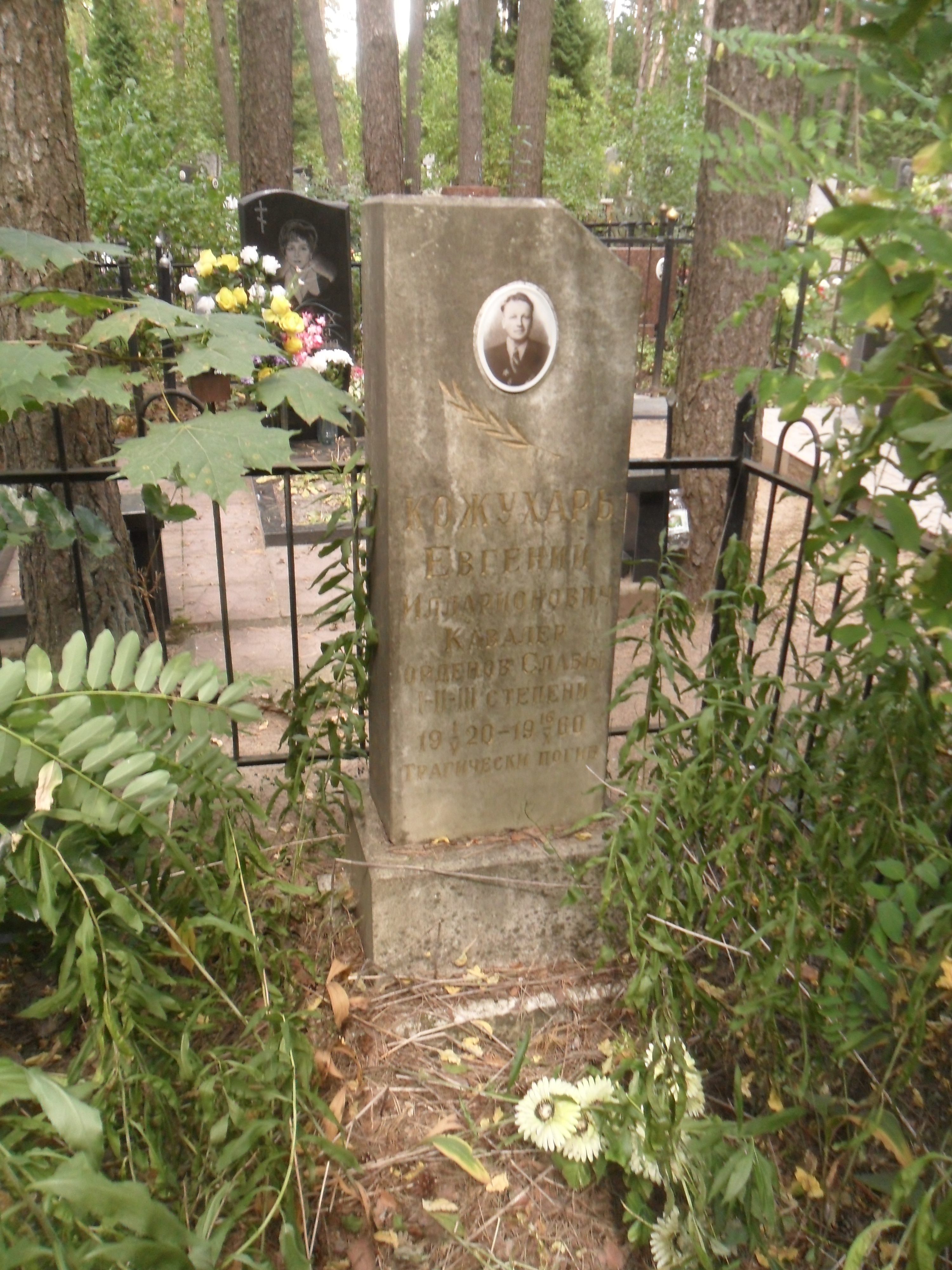
Могила Кожухаря на Восточном кладбище Минска.

Евгений Кожухарь родился 3 мая 1920 года в деревне Старые Буриги (ныне — Порховский район Псковской области). После окончания средней школы работал в колхозе. Учился в Киевском государственном университете. В мае 1941 года Кожухарь был призван на службу в Рабоче-крестьянскую Красную Армию. С сентября того же года — на фронтах Великой Отечественной войны. В боях три раза был ранен.
К октябрю 1944 года сержант Евгений Кожухарь командовал миномётным расчётом батареи 120-миллиметровых миномётов 550-го стрелкового полка 126-й стрелковой дивизии 54-го стрелкового корпуса 43-й армии 3-го Белорусского фронта. 21 октября 1944 года в бою у населённого пункта Погеген (ныне — Пагегяй) расчёт Кожухаря уничтожил 2 огневые точки и 13 вражеских солдат. 3 ноября 1944 года Кожухарь был награждён орденом Славы 3-й степени.
2 февраля 1945 года в боях в районе населённых пунктов Иаугенен и Зортенен в Восточной Пруссии расчёт Кожухаря успешно отразил 7 немецких контратак, уничтожив 8 огневых точек и более 20 солдат и офицеров противника, а также подавив огонь 4 миномётных и 1 артиллерийской батарей. 7 апреля 1945 года Кожухарь был награждён орденом Славы 2-й степени.
7 апреля 1945 года в боях за кёнигсбергский форт № 5 Кожухарь огнём своего миномёта уничтожил 3 пулемётные точки и около 35 солдат и офицеров противника, а также подавил огонь двух миномётных батарей. На следующий день Кожухарь с товарищами уничтожил ещё 3 автомашины и около 25 солдат и офицеров противника. 24 апреля 1945 года он был награждён вторым орденом Славы 2-й степени, лишь 19 августа 1955 года перенаграждён орденом Славы 1-й степени.
В мае 1946 года в звании старшины Кожухарь был демобилизован, позднее ему было присвоено звание старшего лейтенанта запаса. Проживал и работал в Минске. В 1956 году окончил Белорусский государственный университет. Трагически погиб 16 октября 1960 года, похоронен на Восточном кладбище Минска.
Был также награждён орденом Отечественной войны 1-й степени и рядом медалей.